# María de los Ángeles López Roberts
María de los Ángeles López Roberts y Muguiro, también conocida como Neneta,  (Madrid, 1902- ídem, 1973) fue una pintora, acuarelista e ilustradora española del siglo XX.

## Trayectoria vital y profesional
Era hija de María de los Ángeles Muguiro Beruete, 3ª Marquesa de Torrehermosa y de Mauricio López Roberts Terry, embajador de España en Suiza, escritor y miembro de la Real Academia de Bellas Artes de San Fernando.
Cursó sus estudios en la Escuela Superior de Bellas Artes de San Fernando, en Madrid, siendo discípula de Fernando Álvarez de Sotomayor y de José María Lopez Mezquita.
En su juventud apareció con frecuencia en las crónicas de sociedad en las que, en ocasiones, se mencionaba su afición a la pintura.
En 1920 su nombre aparece registrado en el Museo del Prado como copista de La huida a Egipto de Patinir. En 1920 también figura ya en el primer Salón de Otoño con dos acuarelas. Participó en las Exposiciones Nacionales de 1922, 1924, 1926 y 1930, en diversas ediciones del Salón de Otoño y en el VI Salón de los Humoristas, en el VIII celebrado en el Museo Nacional de Arte Moderno de Madrid y el IX. En 1923 se hizo socia de la Asociación de Pintores y Escultores.
En una entrevista concedida a Carmen de Ávila en 1925 contó que dibujaba desde pequeña y que le había resultado difícil plegar su fantasía a las enseñanzas de sus profesores. Declaró que de los pintores españoles antiguos le gustaban Velázquez y Goya y de los modernos sus profesores además de Sert y Picasso y entre los extranjeros a Sargent y Manet.
Sus trabajos aparecieron en revistas como la revista ilustrada La Esfera, donde varias portadas son suyas como la de 1923 que tuvo como tema Ávila y sus gentes, o como la revista semanal Por esos Mundos o la Blanco y Negro.
Su padre fue nombrado ministro plenipotenciario en la ciudad suiza de Berna y ella le acompañó. Después residió en París y allí en 1931 formó parte como ilustradora de la representación de España en el Salón Internacional del libro de arte celebrado en el Petit Palais de la Beaux Arts de la Villa de París. Durante su estancia en París realizó una exposición individual en 1934, en la sala Brame, del Boulevard Malesherbes, con gran éxito, como reseñaron las crónicas de la época.
En 1936 ilustró el libro “Cuentos de Oriente y de Occidente” Tomo I, de María Victoria Maura.
Tras la Guerra Civil siguió exponiendo en muestras individuales y en colectivas. Expuso individualmente sus óleos y dibujos en la sala Macarrón de Madrid, siendo este el punto álgido de su carrera. Volvió a exponer en esta sala en 1957. Sin embargo, comenzó a dividir su tiempo entre el arte y el trabajo social de manera que fue abandonando progresivamente la pintura, dedicándose solo al dibujo y a la acuarela y situándose  al margen de los circuitos artísticos.
En 1951 realizó ilustraciones para el libro “Catálogo Crítico de Libros Infantiles”, editado por la Asociación Nacional de Bibliotecarios, Archiveros y Arqueólogos.
Recibió un premio en 1960 en la Sección de acuarela, dibujo y grabado en la XI Exposición Pintores de África. Ese mismo año  ganó un premio en el Salón de Acuarelistas del que había sido fundadora junto a otros en 1945. Murió en 1973.
En 2019 sus ilustraciones formaron parte de la exposición  Dibujantas, pioneras de la Ilustración en el Museo ABC.

## Estilo
En su autorretrato mandado al VII Salón de Otoño en la sección de pintura se comienza a percibir el despuntar de un lenguaje pictórico menos academicista. Durante los años que residió fuera de España se dedicó sobre todo a la ilustración, donde se expresaba con ligereza de trazo y con amplio conocimiento de otros ilustradores europeos.
Durante su estancia en Suiza y París se dedicó a ilustrar  libros de cuentos infantiles. En España trabajó la ilustración en la temática de los regionalismos. Trasladó al papel su esquema mental de la pintura resolviendo las composiciones de modo ágil y amable con líneas de tinta en curvas orgánicas que rellenaba con alegre colorido.